# Aflatoxine

Structuurformule van (–)-Aflatoxine B1

Structuurformule van (–)-Aflatoxine G1

Aflatoxine is een toxine dat door schimmels van het geslacht Aspergillus wordt geproduceerd. Er worden verschillende aflatoxines onderscheiden. De meest voorkomende variant is aflatoxine B1 met de chemische formule {\displaystyle {\ce {C17H12O6}}}.
Een bekende producent is de schimmel Aspergillus flavus, die wereldwijd voorkomt. Aspergillus flavus produceert de varianten aflatoxine B1 en B2.
De schimmel Aspergillus parasiticus wordt enkel aangetroffenen in Amerika en Afrika en in onder meer granen die langdurig onder tropische condities zijn opgeslagen. Deze soort produceert aflatoxine B1, B2, G1 en G2. De letters B en G verwijzen naar respectievelijk de blauw en de groen oplichtende kleur bij fluorescentietesten. De chemische formule van aflatoxine G1 is {\displaystyle {\ce {C18H14O6}}}.

## Voorkomen
Aflatoxine B1, B2, G1 en G2 komen voor in de volgende met de schimmel Aspergillus flavus besmette voedingsstoffen :
- maïs, pinda’s, hazelnoten, pistachenoten, granen, rijst, peulvruchten en nootmuskaat.
- hiervan afgeleide producten zoals: pindameel, pindakaas, brood, bier.

Wanneer koeien met aflatoxine B1 verontreinigde granen eten, kunnen zij een bron vormen van het toxine aflatoxine M1, in melk en melkproducten als kaas, yoghurt en room.

## Toxicologie
Aflatoxine B1 wordt door een verwerkingsproces in de lever omgezet in aflatoxine M1. De letter M is gekozen omdat het toxine wordt opgespoord in bijvoorbeeld koeienmelk. M1 is even giftig, maar minder kankerverwekkend dan aflatoxine B1. Bij inname van te grote hoeveelheden aflatoxine kunnen levertumoren ontstaan. De stof kan via de placenta het ongeboren kind gevoeliger maken voor leverschade en kanker.
De IARC-classificatie (International Agency for research on Cancer) van de aflatoxine-soorten:
- B1 werd in 1993 ingedeeld in groep 1 (bewezen kankerverwekkend voor de mens).
- M1 werd in 1993 ingedeeld in groep 2B (mogelijk kankerverwekkend voor de mens).

De langetermijneffecten van aflatoxine zijn dat het de aanleg voor leverkanker kan vergroten, leverschade kan veroorzaken en de erfelijkheid kan beïnvloeden. Acute aflatoxicose kan optreden wanneer voedsel met een hoog gehalte aan aflatoxine wordt gegeten. Dit komt in westerse landen bijna nooit meer voor.

## Regelgeving
Er wordt voor aflatoxine een wettelijke Europese Norm (EN) gehanteerd: de TDI (Tolerable daily intake), de veilig toegestane dagelijkse hoeveelheid. Deze bedraagt 1 nanogram per kilogram lichaamsgewicht per dag. De norm voor melk (aflatoxine M1) is 0,05µg/kg/dag. Voor andere producten (noten, gedroogd fruit, granen en afgeleide producten) geldt een maximum van 2 µg/kg/dag voor aflatoxine B1 en 4 µg/kg/dag voor het totaal gehalte aflatoxine dat mag worden aangetroffen (B1+B2+G1+G2). Voor producten voor zuigelingen en peuters is onlangs een norm van 0,025-0,05 ng/kg/dag voorgesteld. De controle op deze maximale gehaltes aflatoxine is zeer streng.
In India ligt de limiet veel hoger, namelijk 30 µg/kg/dag.
Voor bepaalde producten zoals pinda's, noten, gedroogd fruit en maïs, kan het aflatoxinegehalte met sorteer- en andere fysische behandelingsmethoden worden verlaagd. Voor deze producten worden hogere aflatoxinegehalten toegestaan, als deze niet bestemd zijn voor rechtstreekse consumptie door de mens of om te worden gebruikt als ingrediënt van levensmiddelen.
In dat geval moet op het etiket de bestemming duidelijk worden aangegeven, met de vermelding "Product dat verplicht moet worden gesorteerd of waarop verplicht andere fysische behandelingen moeten worden toegepast om het niveau van verontreiniging met aflatoxinen te verlagen, voordat het wordt bestemd voor menselijke consumptie of voor gebruik als ingrediënt bij de vervaardiging van levensmiddelen".